# (29463) Benjaminpeirce
(29463) Benjaminpeirce (1997 TB) – planetoida z grupy pasa głównego asteroid okrążająca Słońce w ciągu 4,35 lat w średniej odległości 2,66 j.a. Odkryta 2 października 1997 roku.